# Baffin Island
Baffin Island (tidligere Baffin Land) er med et areal på 507.451 km² verdens femtestørste ø. Det er den største ø i Canada, og ligger i territoriet Nunavut. Den ligger i Ishavet, er en del af det canadiske arktiske øhav. Øen har et befolkningstal på 13.039 ifølge en folketælling fra 2021, og dermed en befolkningstæthed på blot 0,03/km². Nunavuts hovedstad, Iqaluit, med omkring 7000 indbyggere ligger på Baffin Island.